# Fehér eperfa
A fehér eper vagy fehér eperfa (Morus alba) a rózsavirágúak (Rosales) rendjébe és az eperfafélék (Moraceae) családjába, az eperfák (Morus) nemzetségébe tartozó faj, a fekete eperfa rokona.
Zsenge leveleit régebben a selyemhernyó tenyésztéshez tápláléknövényként nagy mennyiségben gyűjtötték, gyümölcséből eperpálinkát főztek, fáját nagyon sok helyen ezért is telepítették.

## Megjelenése

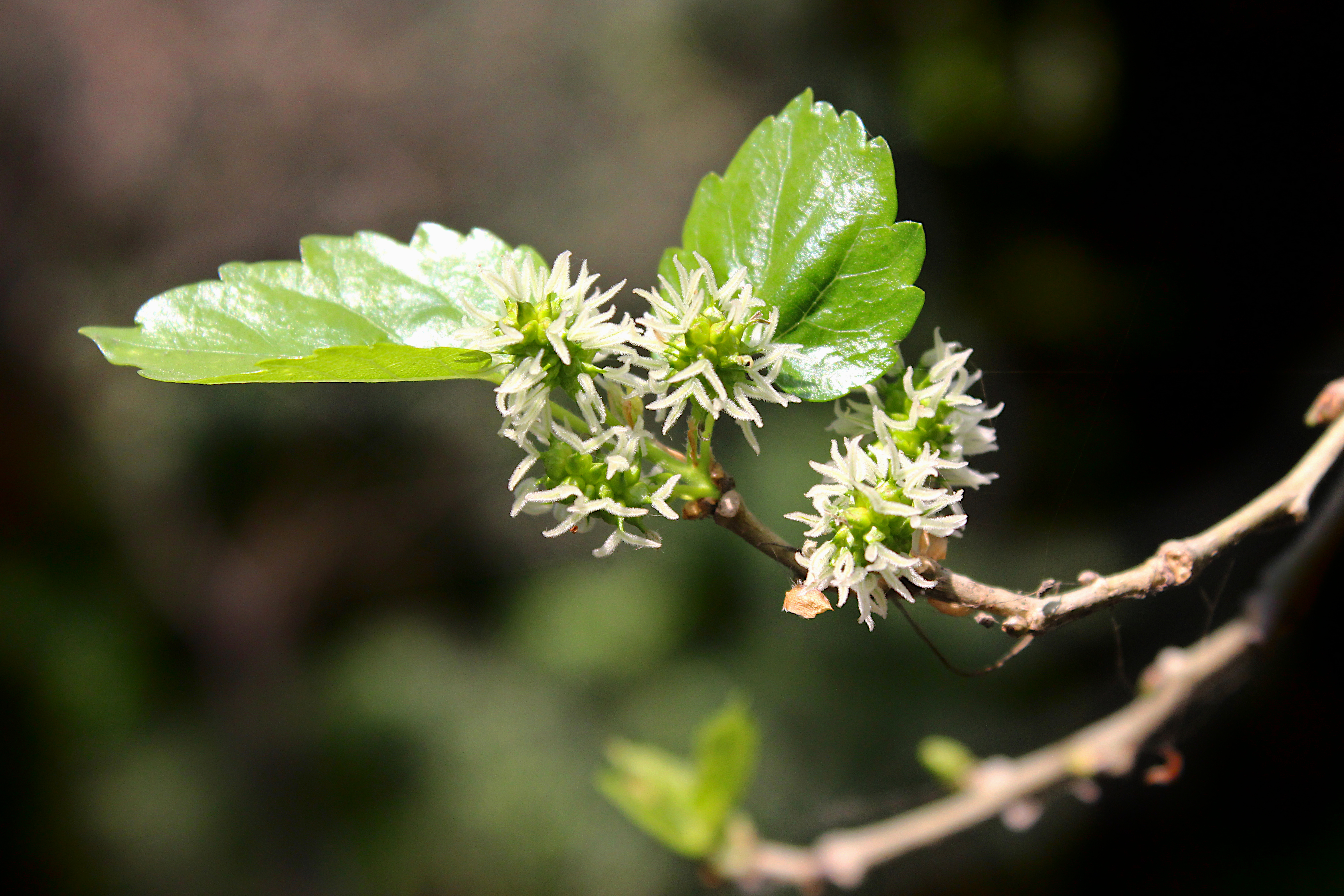
Virágai egy indiai példányon

Középmagas, elterebélyesedő koronát nevelő, erősen sarjadó, 10 méter magasra is növő formás fa. Sűrű lombozata miatt árnyékot adó díszfaként is ültetik. Kérge barnásvörös, vagy zöldesszürke, nagy levelei változatos formájúak, szíves vállúak, osztatlanok vagy karéjosan osztottak, felszínük kopasz, széleik fűrészesek. A levélnyél és a lemez fonákján a vastagabb erek szőrösek. A porzós virágzat világossárga színű lecsüngő barka, a termős virágzat felfelé álló fejecske. Áprilistól júniusig virágzik. Gyümölcsei (valójában áltermések) rövid kocsányon fehérek, néha halványan rózsásak. Folytonérő, az első és utolsó lehullott szemek között akár másfél hónap is eltelhet. Érése az időjárástól és faegyedtől függően júniusban és júliusban van. A teljesen beérett szemek maguktól lehullanak.

## Felhasználása
S így lőn, hogy 1826-ban szederfa-kertet álliték Czenken Sopron vármegyei jószágomon s szederfák kiültetésével azóta úgy iparkodtam, mikép e pillanatban 16,096 szál részint fasorokba, részint dűlőkre, részint csoportosan kiültetett szederfáknak, 8,064 □ öl bokornak s 3,685 folyó öl gyepünek birtokában vagyok. — Selymet több izben készítettünk, sőt három évre szederfáim egy részét bérbe is adám, úgy hogy körülbelül három húszasával fizeték meg mázsáját levelének; de ezt — másoktúl rábírva — eredeti szándékom ellen cselekedtem, melly szerint csak akkor akartam a selyemtenyésztést megkezdeni, mikor azt nagyban űzhetném; s ekkép nehogy fáimat csekély haszonért elrontsam, s azon mindennapi hibába essem, miszerint csak kevés tudja bevárni a gyümölcs tökéletes megérését, azzal egy időre ismét felhagytam.
Termése kellemes ízű, nyersen is fogyasztható. Éretlenül  kesernyés, megérve mézédes. Csak az érett szemeket érdemes leszedni akkor, amikor szinte már maguktól elválnak a fától. Az éretlen, ezért élvezhetetlen szemeket ezzel szemben erővel kell letépni. Másik lehetőség a szedésre a fa alá kiterített fólia, melyre az érett szemek maguktól lepotyognak, ezt rázással lehet elősegíteni. Leszedés után rövid időn belül el kell fogyasztani, mert a szemek pár órán belül megpuhulnak és erjedni kezdenek. Befőtt, lekvár, szósz, gyümölcsleves, turmix, jégkrém és pálinka is készíthető belőle.
Sok kutya kifejezetten szereti, több marékkal is felesznek a földre lehullott szemekből. Nagy mennyiség evése emésztési zavarokat, hasmenést okozhat nekik, valamint a túl sok cukor is megterheli a szervezetüket.

## Eperfa gyógyhatásai
Érdekes, hogy míg nálunk a fekete eperfa levele a szabadon forgalmazható drog, addig Ázsiában a fehér eperfa levele (Sang-Ye, Mori folium), az ágvég (Sang-Zhi, Mori ramulus), a gyökérkérge (Sang-Bai-Pi, Mori radicis cortex) és a termése (Sang-Shen, Mori fructus) szerepel a hivatalos gyógyszerkönyvben. A fehér eperfa hatóanyagai fitoszterolok, ekdiszteroidok, triterpének, flavonoidok, cserzőanyagok, kalkonok, fahéjsav, stilbén származékok, benzofenonok. A gyümölcsben kimutattak még aminosavakat, iminocukrokat és glikoproteinket is. Levele vércukorszint csökkentő, antidiabetikus hatású, izomerő fokozó.
Eperfa gyógyászati alkalmazása: A gyökérkéreg fájdalomcsillapító, gyulladáscsökkentő. Gyümölcse rák ellenes, antivirális és antibakteriális hatású. A tradicionális távol keleti gyógyászatban a leveléből készült teát megfázás, köhögés, szájüregi betegségek, szemgyulladás esetén, tejelválasztás fokozására; az ágak főzetét reumára, a gyökérkéreg főzetét köhögés ellen, ödéma- és gyulladáscsökkentőként, lázcsillapításra, diabétesz kezelésére, hashajtóként, féreghajtóként; a termést székrekedés esetén alkalmazzák.

## Kertészeti változatai
- 'Fegyvernekiana'
- 'Fruitless'
- 'Laciniata'
- 'Mapleleaf'
- 'Nuclear Blast'
- 'Pendula'
- 'Urbana'

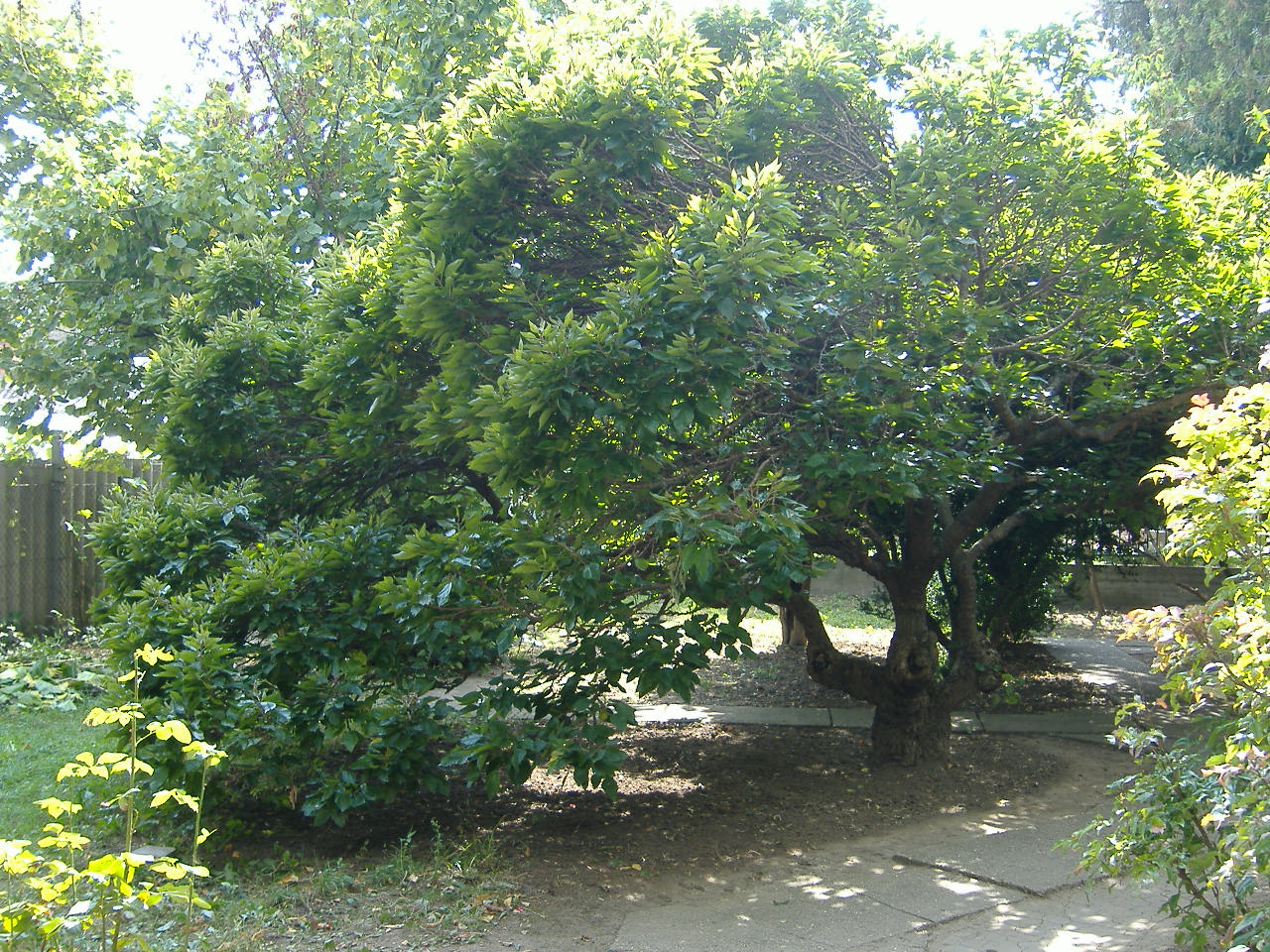
Morus alba Báró Orczy Antal által nemesített fehér eperfa („fegyvernekiana”) Fegyverneken fellelhető két példánya közül az egyik.
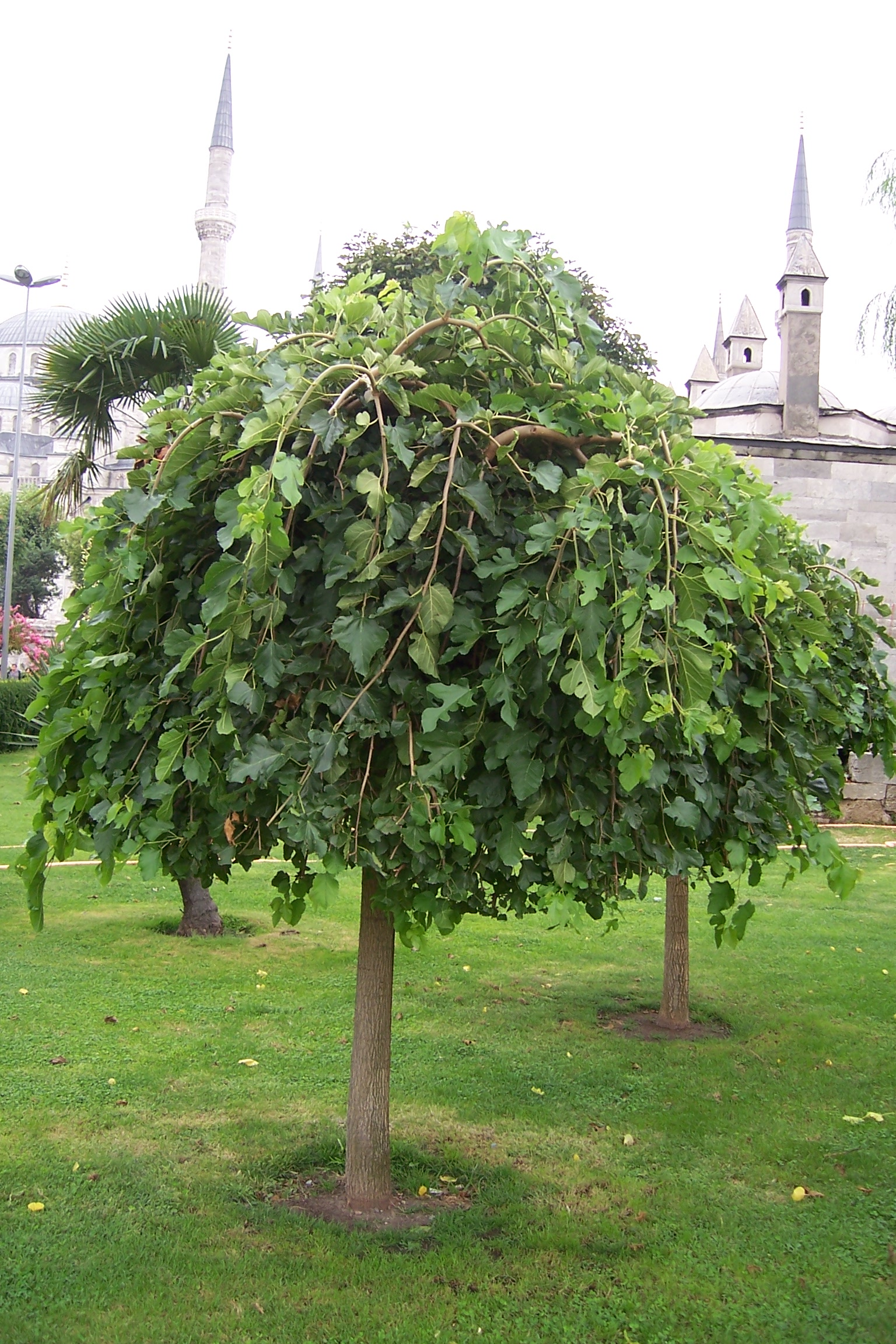
Morus alba 'Pendula'
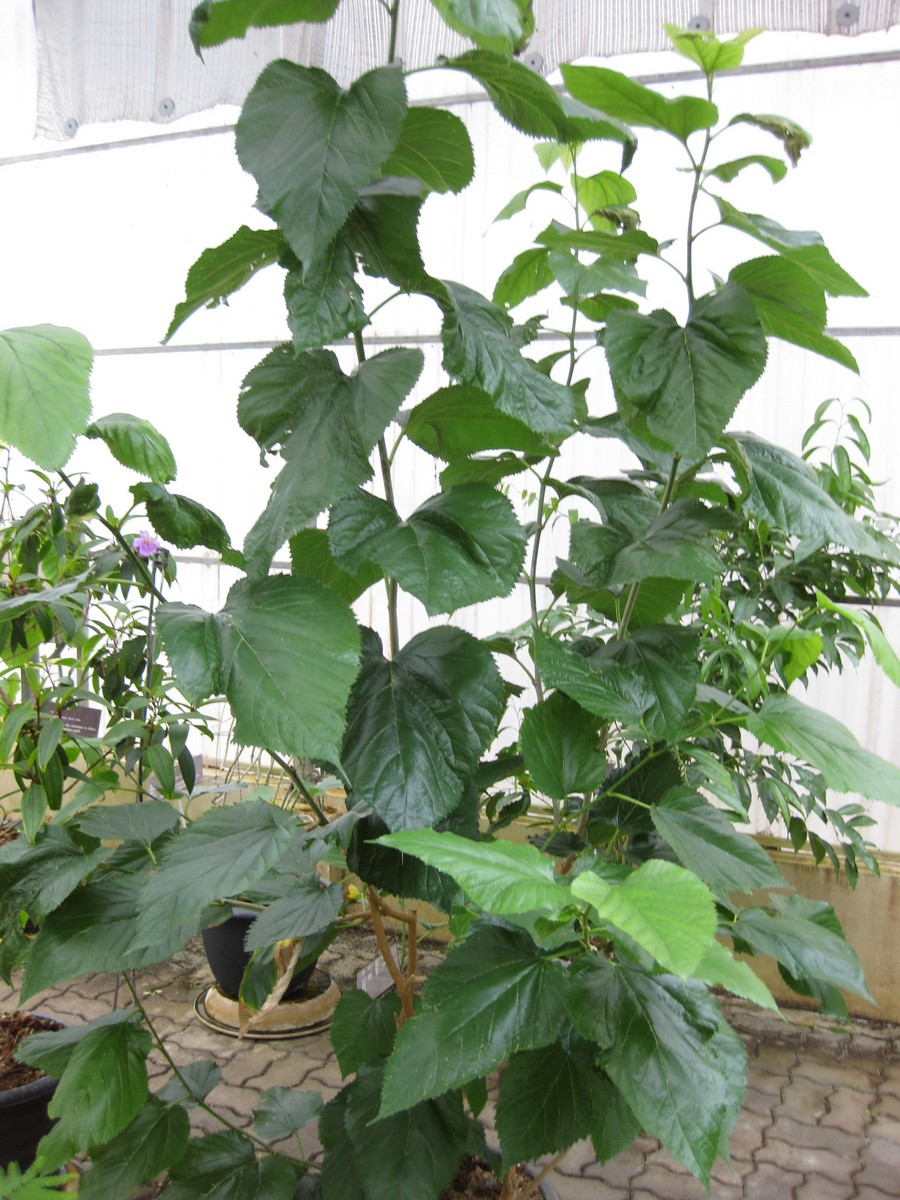
Fiatal Morus alba csemete
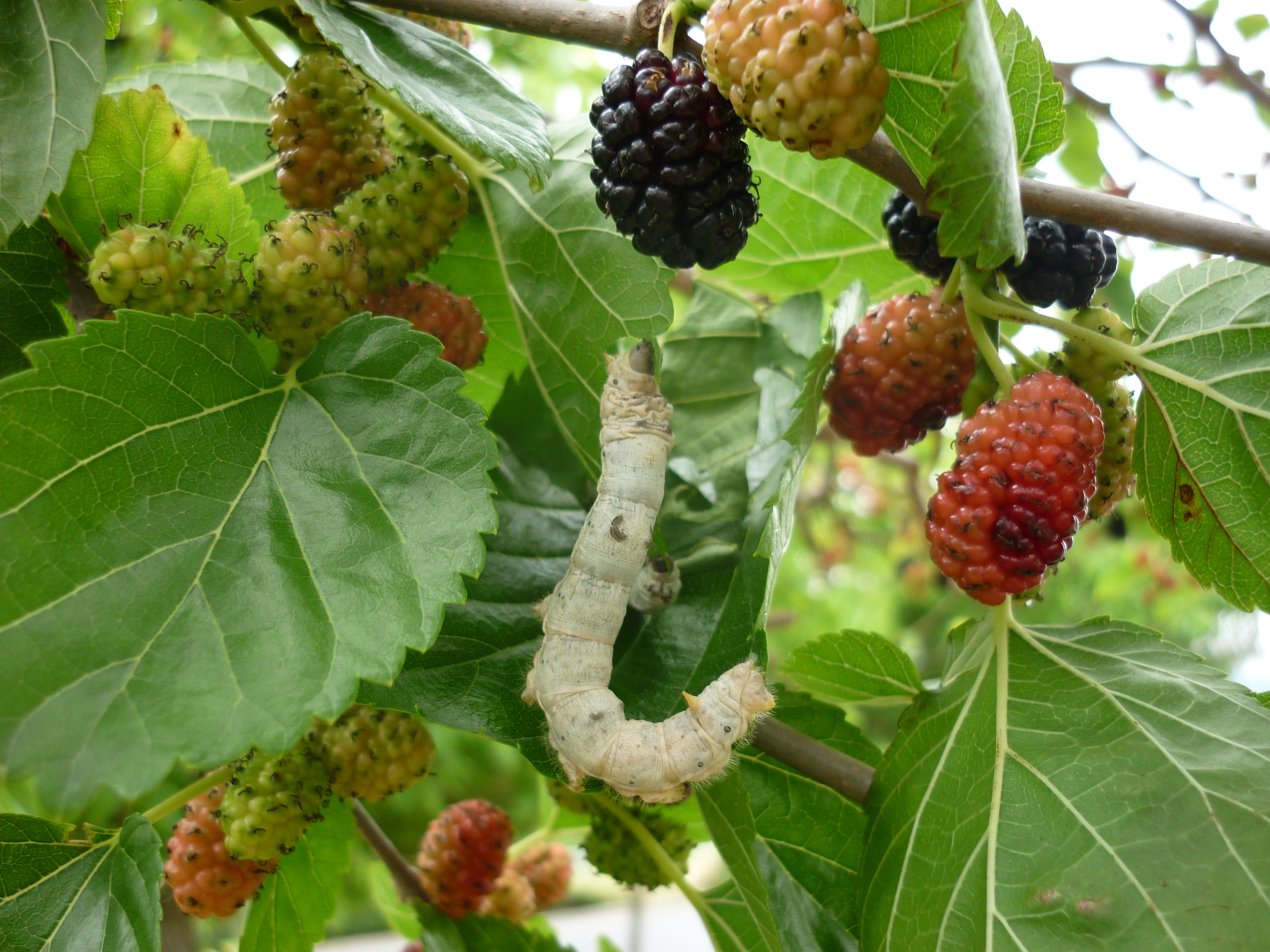
Selyemlepke hernyója az eperfán